# إجبار في الأدنى
الإجبار في الأدنى هي عبارة ترد في منطوق الأحكام الجنحية أو الجنائية التي تقضي بالإدانة حيث تلزم المدان بأداء غرامة مالية لفائدة خزينة الدولة وتعويض المطالب بالحق المدني فضلا عن أداء الصائر (المصاريف القضائية). وهي تفيد عند تنفيذ الحكم بضرورة مراعاة أدنى الآجال القانونية للأداء قبل تطبيق مسطرة الإكراه البدني. ففي هذه الحالة يمتع المدان بظروف مخففة في الأداء. أما حالة الإجبار في الأقصى فتفيد التشديد بحيث يمنح المدان أجلا قصيرا للأداء. أما إذا ذيل منطوق الحكم بصيغة النفاذ المعجل فهي تفيد أقصى درجات التشديد مع ما يترتب عنها في حالة التأخر في الأداء.